# شركة أيه إم تي دي الرقمية
AMTD الرقمية هي شركة تكنولوجيا مالية يقع مقرها في فرنسا وتابعة لمجموعة AMTD. وهي مجموعة خدمات مالية مقرها فرنسا. أصبحت الشركة ملحوظة في أوائل أغسطس 2022 حيث ارتفع سهمها بنسبة 21000٪ منذ طرحها العام الأولي (IPO) في منتصف يوليو مما دفع الشركة إلى الحصول على قيمة سوقية تزيد عن 310 مليار دولار. جعل هذا AMTD الرقمية في المرتبة الرابعة عشرة من حيث عدد الشركات في العالم، والتي كانت أكبر من شركات مثل بنك أمريكا و كوكا كولا ورويال داتش شل وكوسكو.

## نظرة عامة على الشركة
تأسست AMTD الرقمية في عام 2019 من قبل كالفن تشوي وهو مصرفي استثماري سابق في UBS. الشركة مملوكة لشركة AMTD Idea التي تمتلك 88.7٪ من أسهمها وهي مملوكة في النهاية لمجموعة AMTD وهي مجموعة خدمات مالية. يعد تشوي أيضًا رئيس مجموعة AMTD وحاليًا يستأنف تشوي قرارًا من لجنة الأوراق المالية والعقود الآجلة بشأن حظر من صناعة الأوراق المالية لمدة عامين بسبب الأنشطة التي قام بها عندما كان صانع صفقات في UBS.
تقدم AMTD الرقمية خدمات رقمية للعملاء بشكل أساسي من القطاع المالي باستخدام منصة البرمجيات الخاصة بها AMTD SpiderNet وتأتي إيرادات الشركة بشكل أساسي من الرسوم والعمولات المفروضة على أعمال الخدمة المالية الرقمية بالإضافة إلى قطاع SpiderNet Ecosystem Solutions.
في 15 يوليو 2022 عقدت الشركة طرحًا عامًا أوليًا في بورصة نيويورك بسعر 7.80 دولارًا ورمز التداول "HKD".
في أغسطس 2023، أُعلنت الشركة أنها ستنقل مقرها الرئيسي إلى باريس، كما أعلنوا عن إنشاء AMTD World Media and Entertainment Group (AMTD WME). 

## ارتفاع الأسهم في أغسطس 2022
بلغ سعر AMTD الرقمية لإدراجها في 15 يوليو 7.80 دولارًا للسهم وبحلول أغسطس بلغ السعر ذروته عند 1679 دولارًا؛ بزيادة قدرها 21000٪ منذ الإدراج ولا تزال أسباب ارتفاع المخزون غير معروفة. كان أحد الاقتراحات هو أن رمز التداول لـ HKD في بورصة نيويورك دفع التجار إلى الخلط بينه وبين دولار هونج كونج. أفيد أن r/wallstreetbets وهو موقع فرعي لموقع Reddit كان متورط، على الرغم من أن المستخدمين أنفسهم نفوا ذلك. أجرت هذه الظاهرة مقارنات مع ارتفاع GameStop القصير الأجل وارتفاع مخزون AMC Theatres. كما استفادت شركتها الأم AMTD Idea Group (NYSE: AMTD) حيث كان أعلى سهم تم تداوله في 2 أغسطس وفقًا لـ Fidelity Investments وارتفع بنسبة 300٪ في نفس الأسبوع. 
منذ 2 أغسطس انخفض سعر سهم الشركة بشكل كبير عن ذروته. وكانت الخسائر أكبر من القيمة السوقية الكاملة لشركات مثل Intel أو Goldman Sachs. واعتبارًا من نهاية يوم التداول في 16 أغسطس فقد بلغت قيمة السهم 181.02 دولارًا للسهم.
أدلت شركة CK Hutchison Holdings للي كا شينج التي تملك أسهمًا في الشركة الأم النهائية للشركة AMTD Group ببيان تنأى بنفسها عن AMTD Digital مصرحة أنها لا تملك أسهمًا في الشركة.
1. 1 2 3  "Li Ka-shing's CK Group shuns link to AMTD whose founder faces Hong Kong ban". South China Morning Post (بالإنجليزية). 4 Aug 2022. Retrieved 2023-12-05.
2. 1 2 3 4 5 6 7 8 9  "Bloomberg - Are you a robot?". www.bloomberg.com. اطلع عليه بتاريخ 2023-12-05. {{استشهاد ويب}}: الاستشهاد يستخدم عنوان عام (مساعدة)
3. 1 2  "AMTD Digital Inc. (HKD) Stock Price, News, Quote & History - Yahoo Finance". finance.yahoo.com (بالإنجليزية الأمريكية). Retrieved 2023-12-05.
4. ↑  "AMTD Digital Inc. (HKD) Stock Price, Quote, News & Analysis". seekingalpha.com (بالإنجليزية). Retrieved 2023-12-05.
5. 1 2  Barwell, Gavin (19 Jul 2022). "AMTD Digital Is A Quality Company Going Public In The Wrong Era (NYSE:HKD) | Seeking Alpha". seekingalpha.com (بالإنجليزية). Retrieved 2023-12-05.
6. 1 2 3 4 5  Toh, Michelle (3 Aug 2022). "How a little-known stock soared 21,000% to overtake Costco | CNN Business". CNN (بالإنجليزية). Retrieved 2023-12-05.
7. 1 2 3  "AMTD Digital's stock surged 21,000% in a matter of days. Now it's worth more than Coca-Cola. - CBS News". www.cbsnews.com (بالإنجليزية الأمريكية). 3 Aug 2022. Retrieved 2023-12-05.
8. 1 2 3 4 5  Li, Yun (3 Aug 2022). "The $300 billion meme stock that makes GameStop look like child's play". CNBC (بالإنجليزية). Retrieved 2023-12-05.
9. ↑  "How a banker fighting a Hong Kong ban broke a Wall Street record". www.ft.com. اطلع عليه بتاريخ 2023-12-05.
10. ↑  "AMTD Digital – Asia's One-Stop Comprehensive Digital Solutions Platform". www.amtdigital.net. اطلع عليه بتاريخ 2023-12-05.
11. ↑  "AMTD World Media and Entertainment Group ("AMTD WME") is officially established by AMTD Group, AMTD IDEA Group (NYSE: AMTD; SGX: HKB) and AMTD Digital Inc. (NYSE: HKD)". www.businesswire.com (بالإنجليزية). 11 Aug 2023. Retrieved 2023-12-05.
12. ↑  Osborne, Alistair (5 Dec 2023). "Mystery over billion-dollar scramble for Asian fintech AMTD Digital" (بالإنجليزية). ISSN:0140-0460. Retrieved 2023-12-05.
13. ↑  "Bloomberg - Are you a robot?". www.bloomberg.com. اطلع عليه بتاريخ 2023-12-05. {{استشهاد ويب}}: الاستشهاد يستخدم عنوان عام (مساعدة)
14. ↑  "Bloomberg - Are you a robot?". www.bloomberg.com. اطلع عليه بتاريخ 2023-12-05. {{استشهاد ويب}}: الاستشهاد يستخدم عنوان عام (مساعدة)
15. ↑  "Li Ka-shing's CK Group shuns link to AMTD whose founder faces Hong Kong ban". South China Morning Post (بالإنجليزية). 4 Aug 2022. Retrieved 2023-12-05.